# Dante Washington
Dante Deneen Washington (Baltimora, 21 ottobre 1970) è un ex calciatore statunitense, di ruolo attaccante.

## Carriera

### Club
Ha sempre giocato nel campionato statunitense.

### Nazionale
Con la maglia della Nazionale ha partecipato alle Olimpiadi del 1992.